# Stenhomalus duffyi
Stenhomalus duffyi är en skalbaggsart som först beskrevs av Pierre Lepesme och Stefan von Breuning 1956.  Stenhomalus duffyi ingår i släktet Stenhomalus och familjen långhorningar. Inga underarter finns listade i Catalogue of Life.